# Medalla de Jorge
George Medal (Medalla de Jorge, o GM en forma abreviada) es una condecoración civil de segundo nivel brindada por el Reino Unido de la Gran Bretaña e Irlanda del Norte y la Commonwealth. Se instituyó el 24 de septiembre de 1940 por el rey Jorge VI. Antecede la George Cross (Cruz de Jorge) y precede la Queen's Gallantry Medal (Medalla de Gallardía de la Reina). La medalla se concede en reconocimiento de "actos de gran valentía".
Detalles de los premiados con esta condecoración son publicados en la London Gazette.

## Receptores notables
- John Bridge
- Arthur Cobby
- Lionel "Buster" Crabb
- John Edward Dillon
- Marie Dissard
- Michou Dumont
- Florentino Goicoechea
- Leon Goldsworthy
- Elvire de Greef
- Maurice Griffiths
- Krystyna Gizycka
- Mike Hailwood
- Andrée de Jongh
- Stanley McArdle
- Bernard Peter de Neumann
- Louis Nouveau
- Keith Palmer, víctima del atentado de Westminster de 2017
- Andrew Clifford Parker
- Lisa Potts
- David Purley
- Victor Rothschild, 3rd Baron Rothschild
- Hugh Randall Syme
- Tenzing Norgay
- Nancy Wake
- William Arthur Waterton
- Ignacio Echeverría